# Crucescharellina jugalis
Crucescharellina jugalis är en mossdjursart som beskrevs av Gordon 1989. Crucescharellina jugalis ingår i släktet Crucescharellina och familjen Biporidae. Inga underarter finns listade i Catalogue of Life.